# Chácaras Santa Inês (Santa Luzia)
Chácaras Santa Inês é um bairro da cidade de Santa Luzia, em Minas Gerais. Esse bairro foi inaugurado em 1975, sendo focado na construção de chácaras. Nos últimos anos passa por um recente processo de grande expansão imobiliária e valorização, devido as construções de condomínios residenciais no bairro e a proximidade com a avenida Brasília, principal área comercial de Santa Luzia. O bairro está próximo dos bairros Chácaras Del Rey, Belo Vale, Cristina, Duquesa, Baronesa, Londrina e Liberdade, que também passam por processos de grande valorização e expansão imobiliária e comercial, sendo a região de Santa Luzia de maior desenvolvimento e crescimento nos últimos anos.
O Bairro conta com logradouros temáticos, as ruas do bairro possuem nomes de personalidades de Minas Gerais como, Avenida Professor Djalma Guimarães, rua Gov. Israel Pinheiro, rua Gov. Milton Campos e outros.